# Schildenberg
Der Schildenberg ist ein 552,3 m ü. NHN hoher und dicht bewaldeter Berg im Odenwald mit zwei etwa gleich hohen Gipfelflächen. Der nördliche Gipfel ist in den topographischen Kartenwerken mit Namen und Gipfelhöhe als Hauptgipfel hervorgehoben und liegt in der Gemarkung Kailbach der Stadt Oberzent im hessischen Odenwaldkreis. Der etwa 400 Meter entfernte südliche Gipfel liegt auf der Landesgrenze, sodass die Westhälfte zur Gemarkung Reisenbach der Gemeinde Mudau im baden-württembergischen Neckar-Odenwald-Kreis gehört. Während auf dem Nordgipfel die 550-Meter-Linie eine Fläche von rund 2000 Quadratmeter umfasst, ist die entsprechende Fläche auf dem Südgipfel etwa zehnmal so groß. 
Der Schildenberg ist der Nordpfeiler eines Höhenrückens, dessen Osthang steil und tief in das Galmbachtal abfällt. Im Süden gipfelt der Höhenrücken im Köpfchen (571 m) und dem diesem vorgelagerten nördlichen Nebengipfel (553,1 m). Der Schildenberg erhebt sich nordwestlich über dem Forsthaus Eduardsthal (370,3 m) im oberen Galmbachtal.